# Canoas Sport Club
O Canoas Sport Club conhecido apenas por Canoas é um clube de futebol e futsal brasileiro, sediado na cidade de Canoas, no Rio Grande do Sul, fundado em 25 de novembro de 2010. O clube, porém, foi fundado em 1998 pela Universidade Luterana do Brasil como o Sport Club Ulbra, até que a instituição entrou em crise em 2009, fazendo com que o time se desvinculasse da antiga administração, mudando o nome para Universidade Sport Club. Em 2010, nova mudança, entrando em vigor o nome atual. Suas cores são azul, vermelho e branco.
Teve grande destaque na Copa Intercontinental de Futsal, sendo bicampeão (contando o ano da parceria com o Sport Club Internacional), 4 vezes campeão da Liga Futsal. No vôlei, o clube foi tricampeão da Superliga Brasileira de Voleibol Masculino, tricampeão paulista e 11 vezes campeão gaúcho. O time de futebol de campo foi campeão do Campeonato Gaúcho - 3ª Divisão em 2002, Campeonato Gaúcho - 2ª Divisão em 2003, Campeão do Interior Gaúcho em 2004 e Vice-Campeão do Campeonato Gaúcho de 2004.

## História
Como o primeiro clube da cidade a chegar entre a elite do futebol gaúcho, o Canoas Sport Club viveu seus melhores anos como Sport Club Ulbra, sendo campeão gaúcho da terceira divisão em 2002, campeão da segunda divisão em 2003 e vice-campeão gaúcho frente ao S.C. Internacional em 2004. Também participou da Copa do Brasil e da Série C do Campeonato Brasileiro, onde chegou ao 5º lugar em 2002.
Mesmo fazendo campanhas modestas, as vezes brigando pra não cair, o time se manteve na primeira divisão, tudo graças ao apoio da Ulbra, investindo em elencos interessantes.

### Mudança de nome para Canoas Sport Club
Em 2009, uma crise financeira atingiu a instituição Ulbra, afetando alguns setores importantes, incluindo o futebol, fazendo com que a universidade deixasse de apoiar a equipe. 
Com isso, o clube mudou de nome para Universidade Sport Club, até que em 2010, mudou o nome em definitivo para Canoas Sport Club.

### Temporadas difíceis (2010 - 2014)
Entretanto, apesar do apoio da prefeitura, o agora Canoas passou a emendar temporadas difíceis a partir de 2010, como consequência de problemas financeiros. Com isso, os resultados foram desaparecendo, fazendo com que Canoas fosse presença constante no fundão da tabela no Gauchão, brigando sempre para não ser rebaixado. 
Sendo assim, o Canoas jogou pela última vez na elite do Gauchão em 2013, quando fez uma campanha inútil, resultando na queda para a Divisão de Acesso de 2014, ao terminar a primeira fase na 14ª e antepenúltima posição dentre 16 participantes.
Na Divisão de Acesso do Gauchão em 2014, veio a pior temporada da história do clube. Sem dinheiro para alugar o Estádio Complexo Esportivo da Ulbra, o Canoas alugou o estádio Sady Schimidt, em Campo Bom, para mandar seus jogos.[carece de fontes?]
Na competição, com o elenco extremamente fraco, o Canoas teve um péssimo desempenho, perdendo treze das quinze partidas que disputou, entre elas uma derrota pesada no Estádio dos Plátanos, 8 a 1 para o Santa Cruz-RS que bateu novo recorde negativo: maior goleada sofrida.[carece de fontes?]
Com o desempenho medíocre, o Canoas acabou rebaixado para a terceira divisão gaúcha, fazendo uma das piores campanhas da história da segundona gaúcha. Aquela seria a última temporada da história do clube.[carece de fontes?]

### Fim das atividades (2015)
Com graves problemas financeiros, aliado à falta de apoio da prefeitura e de apelo por parte dos torcedores da cidade, o Canoas desativou o departamento de futebol antes do início da temporada de 2015.  [carece de fontes?]
Desde então, o Canoas acumula apenas participações esporádicas em competições de base, como o Campeonato Gaúcho Júnior, Copa FGF Sub-19 e o Campeonato Gaúcho Juvenil B, além de operar apenas como clube social.[carece de fontes?]

## Títulos

### Futebol
| Estaduais         | Estaduais                      | Estaduais | Estaduais  |
|                   | Competição                     | Títulos   | Temporadas |
| ----------------- | ------------------------------ | --------- | ---------- |
| Rio Grande do Sul | Campeonato Gaúcho - 2ª Divisão | 1         | 2003       |
| Rio Grande do Sul | Campeonato Gaúcho - 3ª Divisão | 1         | 2002       |
| Rio Grande do Sul | Campeonato do Interior Gaúcho  | 1         | 2004       |

#### Destaques
- Vice-Campeonato Gaúcho: 2004.
- Vice-Copa FGF: 2 (2005 e 2006).
- Vice-Copa Emídio Perondi: 2006.

#### Outras conquistas

##### Estaduais
- Torneio Cidade de São Gabriel: 2003.
- Torneio Cidade de Fagundes Varela: 2003.
- Campeã da Repescagem da Série B do Campeonato Gaúcho: 2002.
- Vice-Copa Big/Brasil Telecom: 2005.

#### Categorias de base
- Vice-Campeonato Gaúcho de Juniores: 2001.

### Futsal
| Mundiais          | Mundiais                    | Mundiais | Mundiais                 |
|                   | Competição                  | Títulos  | Temporadas               |
| ----------------- | --------------------------- | -------- | ------------------------ |
|                   | Mundial de Clubes           | 2        | 1996* e 1999             |
| Nacionais         |                             |          |                          |
|                   | Competição                  | Títulos  | Temporadas               |
|                   | Liga Nacional de Futsal     | 4        | 1996*, 1998, 2002 e 2003 |
| Estaduais         |                             |          |                          |
|                   | Competição                  | Títulos  | Temporadas               |
| Rio Grande do Sul | Campeonato Gaúcho de Futsal | 2        | 2001 e 2003              |

*Em parceria com o SC Internacional, com o nome Inter/Ulbra
Destaques
- Vice-campeão Mundial de Futsal: 1997
- Vice-campeão Liga Nacional: 3 (2001, 2004 e 2008)
- Vice-Campeonato Gaúcho: 1997

#### Categorias de base
- Taça Brasil de Clubes Sub-20: 2004

### Basquetebol
- Hexacampeão Gaúcho: (1997, 1998, 2002, 2003, 2004 e 2005)
- Campeão Copa NLB: 2006
- Campeão Torneio Novo Milênio: 2007

### Voleibol
- Superliga Brasileira: 3 (1997/98, 1998/99 , 2002/03)
- Campeonato Gaúcho de Vôlei: 11 (1995*, 1996, 1998, 1999, 2000, 2001, 2002, 2003, 2006, 2007 e 2008)
- Campeonato Paulista de Volêi: 3 (2003**, 2007*** e 2008***)

*Em parceria com o SC Internacional
**Em parceria com o São Paulo FC
**Em parceria com o EC União Suzano
- Campeonato Gaúcho Juvenil: 3 (1998,1999 e 2000)
- Campeonato Gaúcho Infanto-Juvenil: 2009
- Campeonato Gaúcho Infantil: 2007

### Ginástica
- Campeão Brasileiro: 2006
- Campeonato Gaúcho de Trampolim Acrobático: 5 (2001, 2002, 2003, 2005 e 2006)

### Handebol
- Campeonato Sul-americano de Clubes Feminino: 2 (1998 e 1999)
- Copa Mercosul Feminino: 4 (1996, 1998, 1999 e 2001)
- Liga Nacional de Handebol Feminino: 1998
- Campeonato Gaúcho de Handebol Feminino: 7 (1997, 1998, 1999, 2000, 2001, 2002, 2003)

### Judô
- Sul-americano Adulto: 2007
- Campeãs Brasileiras Universitárias: 2002
- Campeãs da Região Sul: 2002
- Campeonato Mundial Júnior: 2006
- Bicampeã Pan-americana Júnior: (2005 e 2006)

### Atletismo
- GP Sul-americano: 2
- Campeonato Gaúcho Masculino e Feminino: 8 (M), 9 (F), (2000, 2001, 2002, 2003, 2004, 2005, 2006, 2007 e 2008)

### Halterofilismo
- Campeão Mundial: (2006, 2007 e 2008)
- Campeonato Brasileiro: 2 (2007, ????)

*Com o atleta Carlos Artur da Rosa

### Tênis
- Circuito Gaúcho de Escolinha: (2001/2002),
- Campeão Gaúcho com Vinícius Chaparro: 2003

## Estádio

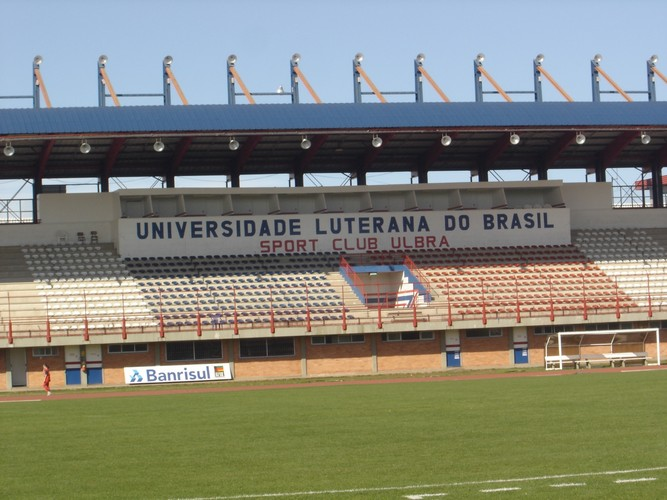
Estádio da Ulbra em 2008.

Atualmente, o Canoas aluga o estádio do Complexo Esportivo da Ulbra, que é um moderno complexo de esportes, construído no ano de 2000 e inaugurado em 2001, localizado na cidade de Canoas. A capacidade é para 10 mil pessoas e a proprietária do complexo é a Universidade Luterana do Brasil. O local possui um estádio de futebol com capacidade para dez mil pessoas, pista de Atletismo, além de uma estrutura moderna para preparação dos atletas.
O estádio de futebol já foi palco de importantes decisões como a final do Campeonato Gaúcho de 2004, Copa Internacional Cidade de Canoas - SUB 17 em 2005 vencida pela Seleção Brasileira SUB - 17 e da final do primeiro Campeonato Brasileiro SUB-20. O maior público foi de 7 mil pessoas, no dia 6 de junho de 2004, no qual se decidia o título do Campeonato Gaúcho.